# فرزندان مورتا
فرزندان مورتا (به انگلیسی: Children of Morta) یک بازی ویدئویی در سبک ماجراجویی و نقش آفرینی اکشن با مبارزات هک اند اسلش و المان‌های روگ‌لایک است که توسط استودیو ددمیج ساخته و به‌وسیلهٔ ۱۱ بیت استودیو در ۳ سپتامبر ۲۰۱۹ برای مایکروسافت ویندوز و مک‌اواس منتشر شد. نسخه کنسول‌های پلی‌استیشن ۴ و اکس‌باکس وان این بازی در ۱۵ اکتبرو برای نینتندو سوئیچ در تاریخ ۲۰ نوامبر ۲۰۱۹ عرضه شد.
داستان بازی فرزندان مورتا در سرزمینی خیالی به نام رئا رخ می‌دهد که نیروهای اهریمنی فساد به سرزمین هجوم می‌آورد ک سبب تسخیر موجودات و تبدیل آنها به موجوات شیطانی می‌شود. بازیکن باید قهرمانان داستان یعنی خانواده برگسون‌ها که شامل جان، لیندا، مارک، کوین، جویی و لوسی برای مقابله با این نیروی اهریمنی آماده کرده و برای مبارزه به مناطقی سفر می‌کنند تا این نیروی اهیرمنی از کجا منشأ می‌گیرد تا آن را نابود کنند.
استودیو دد میج بعد ساخت بازی شمشیر تاریکی در سال ۲۰۱۴ و پایان مراحل ساخت بازی حماسه پادشاهان تصمیم گرفتند یک بازی جدید بر اساس استانداردهای جهانی درست کنند. در سال ۲۰۱۴ با معرفی عنوان بازی فرزندان مورتا از طریق کمپینی کیک‌استارتر برای جمع‌آوری بودجه قرار گرفت و در سال ۲۰۱۵ با تأمین بودجه آغاز ساخت بازی شروع شد. بازی در در نمایشگاه گیمزکام ۲۰۱۷ حضور داشت و طبق اعلام سازندگان توانست استقبال خوبی صورت گرفت که توانست بعد از با استودیو لهستانی ۱۱ بیت استودیو برای انتشار بازی در جهان قرارداد ببند.استودیو ددمیج تاریخ انتشار بازی را با تریلری مشخص کرد و بعد از آن روند بازی و داستان را با تریلری دیگر به نمایش گذاشت. در آخر بازی فرزندان مورتا منتشر شد و توانست توجه منتقدان جلب و استقبال خوبی از سوی بازیکن‌ها داشته باشد.
بازی فرزندان مورتا در ۲۴ ساعت اولیه پس از انتشار، توانست هزینه بودجه ساخت خود را تأمین کند. استودیو ددمیج توانست هفت‌تا بروزرسانی و یک محتوای قابل دانلود برای این بازی منتشر کند. همچنین بازی، با انتشار محتوای قابل دانلود خود، توانست ۵۰۰۰۰ دلار پول برای خیریه جمع کند.

## روند بازی

نمونه ای از مبارزات بازی فرزندان مورتا که شخصیت جان در حال اجرا یکی از قابلیت خود روی دشمنان است

بازی فرزندان مورتا در سبک ماجراجویی و نقش آفرینی اکشن با مبارزات هک اند اسلش و المان‌های مانندسرکش است. بازیکن نقش اعضای خانواده برگسون یا برگسن را بر عهد دارد و می‌تواند یکی از آنها انتخاب کند. بازیکن در ابتدا بازی که حالت آموزشی است، شخصیت جان را کنترل می‌کند. بعد از این بازی از خانه برگسون شروع می‌شود که شخصیت دیگر به نام لیندا باز می‌شود. با پیشروی بازیکن در بازی، قفل اعضای اضافی خانواده باز و جمعاً به هفت شخصیت قابل بازی می‌رسد. هر یک از اعضای خانواده سبک و قابلیت‌های مخصوص به خود دارند که هر کدام برای کار طراحی شده‌است. بازیکن با انتخاب یک عضو از خانواده برگسون؛ وارد مبارزه با نیروهای شیطانی فساد می‌شود.
بازی فرزندان مورتا در سه دنیای اصلی به نام‌های غارهای کالدیپو، برهوت و ترا لاو جریان دارد که به مرور زمان باز می‌شوند. هرکدام دنیاها شامل چند محیط می‌شوند؛ محیط‌هایی که در واقع حکم سیاه‌چال را ایفا می‌کنند و در آن‌ها باید بازیکن با دشمنان (نیروهای شیطانی فساد) مبارزه کنند و به سطح بالاتر برسند و در نهایت هم با یک غول مبارزه کنند. در صورتی بازیکن بتواند محیطی را با کشتن غول کند؛ محیط بعدی برایش باز می‌شود و در غیر اینصورت اگر در جریان این کار کشته شود، دوباره به خانه برگسون‌ها برمی‌گردید و باید با خرید ارتقاها یا حتی تغییر شخصیت دوباره برای فتح آن سیاه‌چال تلاش کند. سیاه‌چال‌های بازی ساختار ثابتی ندارند به جز یکسری مکان خاص و تعیین شده در این بازی، بقیه مراحل به صورت تصادفی و توسط الگوریتم‌های خاصی ساخته می‌شوند؛ بنابراین بازیکن هر بار برای تجربه آن‌ها برگرد، چینش محیط و دشمنان عوض می‌شود.
ماهیت المان مانندسرکش بازی فرزندان مورتا، مراحل فرعی مختلفی در هر منطقه به وجود آورده‌است. مناطقی که مثل بقیه مناطق به صورت تصادفی ایجاد شده‌اند. بعضی اوقات این ماموریت‌ها به داستان‌های مهم یا موارد جستجو کمک می‌کنند. در این ماموریت‌ها دارای موانعی سد راه بازیکن می‌شوند اما با اتمام این ماموریت‌ها به بازیکن پاداش‌های هجیان انگیزی می‌دهد. مثل انبوهی از پاداشها، قدرت‌های موقت، تله‌های قابل استقرار و هواپیماهای بدون سرنشین همراه و …. در نتیجه سبک بازیکن تغیر یا راحتر می‌کند.
در بازی فرزندان مورتا، بازیکن می‌تواند آمفورهای کلاسیک از بین ببرد که ممکن است حاوی پاداش‌های پراکنده‌ای باشد. برخی از مناطق به بازیکن توانایی‌های موقتی به او اهدا می‌کند. در بازی، پس از تعداد مشخصی اتاق که به‌طور تصادفی ایجاد شده، مناطقی هستند که از به عنوان یادگاری‌های توانمند است. این مناطق برای ارائه قدرت‌های ویژه به بازیکن که فقط می‌تواند یک بار در طول هر مأموریت استفاده کند. همچنین بازیکن می‌تواند سنگهای قیمتی و پاداش‌های اضافی را پیدا کند که در صندوقچه‌ها و اجساد حیوانات نیز پنهان شده‌اند. غالباً حتی دشمنان بازی نیز با کشتن آنان به بازیکن، غنیمت می‌دهند که مانند پول و معجونات حیاتی است.
مبارزات بازی فرزندان مورتا شلوغ است و کنترل بازی در نسخهٔ کامپیوتر شخصی شبیه دیابلو است. هر شخصیت یک مهارت اصلی دارد و یک مهارت فرعی دارد. در کنار این دو هم قابلیت ثانویه دارد به نام که کول-داونکه هر بار استفادهبازیکن از آن، برای استفادهٔ بعدی باید صبر کند تا قابلیت مذکور مجدداً فعال شود. امکان جاخالی دادن در مبارزات نیز وجود دارد که کارآمد است.

یک نماگرفت از درخت مهارت در بازی فرزندان مورتا مربوط به یکی از شخصیتهای بازی به نام جان است

هر شخصیت در بازی فرزندان مورتا، دارای سه حمله منحصر به فرد و یک حالت «خشم» منحصر به فرد دارد که با گذشت زمان افزایش می‌یابد. این حملات در هنگام بازی به صورت تکه‌تکه باز می‌شوند. تراز کردن این‌ها سبب می‌شود که بازیکن با استفاده از این حملات در به‌کارگیری و استفاده شخصیت‌ها راحتر باشد. همچنین هر شخصیت دو نوع مهارت دارد. یکی مهارت خانوادگی و دیگری مهارت فردی است. در مهارت خانوادگی، چهارتا توانایی است که بعد از فعال شدن، برای همه اعضای خانواده اعمال می‌شوند. در مهارت فردی، هر شخصیت توانایی منحصر به فرد خاصی دارد که در شخصیت دیگر موجود نیست و مخصوص به خود است. تمامی مهارت یک شخصیت در یک درخت مهارت گنجاده شده‌اند. برای بازکردن هر مهارت بازیکن می‌بایست در مبارزات اکس پی جمع کند و تا به آن مقدار مورد نیاز رسید می‌تواند آن مهارت را باز کند.

## داستان

### محیط و شخصیت‌ها

نقشه بازی که د آن کل سرزمین موجود را نشان می‌دهد

بازی فرزندان مورتا در دنیای خیالی به نام رئا جریان دارد. دنیا رئا از چندین سرزمین تشکیل شده‌است که عبارت از: حرم برزگ رئا، کوه مورتا، شهر ترالاوا، غارهای کلدیپو و برههوت تشکیل شده‌است. هر یک از این سرزمین‌ها دارای مناطق مختلفی است که بازیکن با پیشروی خود آنها را باز می‌کند.
| نام           | توضیحات |
| ------------- | --- |
| غارهای کلدیپو | اولین سرزمین بازی است که برگسون‌ها وارد آن می‌شود. طبق نام این سرزمین پر غارها تاریک و بزرگ است. دشمنان این سرزمین اسکلت‌ها، اجنه و عنکبوت‌ها هستند که در آخر پایان این سرزمین با یک عنکوبت برزگ به عنوان غول ظاهر می‌شود. اولین موجود الهی در اینجا قرار دارد. |
| برههوت        | دومین سرزمینی است که برگسون‌ها وارد آن می‌شوند. این سرزمین بیابانی و خشکه و دشمنان آن پر از تله‌ها، مارها، عقرب‌ها، تقلیدهای جنگی، آدمکش‌ها و مواردی از این دست است. در اینجا برگسون‌ها دومین موجود الهی را پیدا می‌کنند. |
| شهر ترالاوا   | آخرین سرزمینی است که برگسون‌ها برای پیدا کردند آخرین موجود الهی به آنجا می‌روند. این شهر مکانی پیشرفته و قدرتمند است اما تبدیل به یک مخروبه شده‌است. در اینجا با انواع ربات‌ها، هواپیماهای بدون سرنشین جنگی، تله‌های پیشرفته و دشمنانی که هوش زیادی دارند، برخورد می‌کنند. |
| خانه برگسون‌ها | این مکان، خانه و آبا اجدای خانواده برگسون‌ها نیز است. در این خانه می‌توان قادر به آپگرید توانایی‌های کلی شخصیت‌های مختلف خانواده (مانند میزان زره، میزان دمیج ضربات و شانس کریتیکال هیت‌ها) هست و از طرف دیگر، قابلیت‌های جادویی (مانند میزان شانس خانواده در دریافت آیتم‌های بهتر) هم قابل ارتقا هستند و همه این کارها، با پول رایج داخل بازی که از طریق گرایند در مراحل به دست می‌آید انجام می‌شود. همچنین برگسون‌ها با استفاده از دروازه‌های موجود در زیر خانه، به سرزمین‌های موجود مسافرت می‌کنند. |
| کوه مورتا     | |
| حرم برزگ رئا  | |
| جنگل          | |

### داستان بازی
داستان بازی فرزندان مورتا از جایی شروع می‌شود که مادربزرگ مارگارت متوجه می‌شود از دامنه کوه مورتا ماده کثیف و سیاه شروع به بیرون آمدن می‌کند و همه چیز را در اطراف مسموم می‌کند. همچنین در گذشته چیزی شبیه این اتفاق افتاده بود؛ به همین دلیل استرن جان را برای کشف اینکه چه اتفاقی افتاده‌است، به شناسایی آن می‌فرستد. جان محل را شناسایی و بررسی می‌کند. او می‌فهمد که فساد برگشته است. به همین خاطر به خانه برمیگردد و خبر غم‌انگیز بازگشت فساد را می‌گویید و همچنین نیروی تاریکی او در سراسر جهان در حال گسترش است، مادربزرگ مارگارت یک راز برای خانواده‌اش فاش می‌کند که خانواده او هستند که باید برای مقابله با تاریکی مبارزه کنند. او ابتدا به خانواده خود می‌گوید که باید سه موجود باستان را بیدار کند تا فساد را شکست دهند. به همین خاطره جان با همراهی دختر بزرگش لیندا، دوباره راهی سفر می‌شود.

## توسعه

تیم توسعه بازی به ترتیب از سمت چپ: محمد دلخواه (برنامه‌نویس)، حمیدرضا انصاری (آهنگساز و افکت‌های صوتی)، جاوید نجیب‌زاده (طراح بازی و برنامه‌نویس گیم‌پلی)، آرین بینا (طراح بازی راهبر)، حمیدرضا سعیدی (نویسنده و طراح روایت)، امیرحسین فصیحی (مدیر تیم)، آروین گروسی نژاد (انیماتور و آرتیست دو بعدی)، نریمان قاسمی (طراح بازی، برنامه‌نویس گیم‌پلی و سینماتیک)، رضا هوشنگی (برنامه‌نویس راهبر)، امین علی‌یاری (برنامه‌نویس)، البرز غرایی (برنامه‌نویس)

### ایده و ساخت
ایدهٔ بازی فرزندان مورتا از جایی شروع شد که شرکت دد میج در حال تمام کردن بازی شمشیر تاریکی:بارگیری مجدد بود. بازی فرزندان مورتا در آغاز، توسط یک تیم جوان پنج نفره شروع به ساخت آن شدند. ابتدا قرار بود بازی کوچکی باشد تا زمانی که آروین گروسی نژاد تصمیم گرفت بازی را به صورت هنر پیکسلی درآورند و با توجه به این هنر، پروژه پیشرفت زیادی کرد. بعد از اتمام بازی شمشیر تاریکی:بارگیری مجدد تمام تیم توسعه دهنده به پروژه جدید پیوستند.
بعد از آمدن افراد جدید، بازی فرزندان مورتا نیاز به بودجه داشت. پس در سال ۲۰۱۴ در سایت کیک استارتر برای جمع‌آوری بودجه برای ساخت قرار گرفت. در سایت کیک استارتر همچنین سبک‌های بازی و شخصیت‌ها و فضای آن در خصوص بازی قرار گرفت. بعد از یک سال در سال ۲۰۱۵ بودجه ای که استودیو ددمیج به مبلغ ۶۵۰۰۰ دلار برای ساخت بازی نیاز داشتند اما مبلغ دریافتی و کمک‌های مردمی بیش از ۱۰۸ هزار دلار بود. با تأمین بودجه اولیه، بازی فرزندان مورتا وارد فاز اجرایی شد.
در ابتدای ساخت بازی فرزندان مورتا، به‌دلیل جلوگیری از زیاد شدن حجم کار تیم انیمیشن، برای بازی شخصیت‌هایی مانند نینجا، شوالیه و بربر در نظر گرفته بودند. تا اینکه در طول زمان و با ایده‌پردازی‌های تیمی، ایده یک خانواده شکل گرفت. پیوندی که بین اعضای این خانواده در بازی به‌وجود می‌آید باعث شده تا تیم توسعه، داستان فرزندان مورتا به خوبی کار کند و درکنار المان‌های روگ‌لایک آن، تجربه‌ای خوب برای بازیکن‌ها به ارمغان بیاورد. همچنین در ایده‌های اولیه بازی، خانه‌ای که در آن بازیکن خود را آماده می‌کند در ابتدا قرار بود یک مسافرخانه باشد که بعدها و با تبادل نظرات همه افراد توسعه‌دهنده، تبدیل به مکانی شد که در نسخه نهایی بازی مشاهد می‌شود. همچنین قرار بود که یک بازی کوچک روگ‌لایک با گرافیک پیکسلی باشد و تنها ۶ ماه از زمان استودیو را به خود اختصاص دهد اما تبدیل به بزرگ‌ترین و پرهزینه‌ترین پروژه استودیو دد میج شد. پروژه‌ای که در طول پنج سال و با هم‌فکری تمامی تیم سازنده و توسعه به نسخه نهایی رسید.
آروین گروسی نژاد و سهیل، آرتیست‌های بازی، از مانندسرکش بازهای قهار هستند و در نقطه مقابل هیچ‌کدام از سازندگان و طراحان آنگونه علاقه شدیدی به ژانر مانندسرکش ندارند. در بازه‌ای از توسعه بازی، تیم سازنده به‌شدت در حال بازی کردن دیابلو بودند و همین بازی کردن بسیار زیاد به‌صورت ناخودآگاه المان‌های زیادی را از بازی دیابلو به بازی وارد کره بود. اینجا بود که تیم ددمیج وارد فاز «دیابلو زدایی» شدند. آن‌ها نمی‌خواستند که بازی به‌طور مستقیم با اثری مانند دیابلو مقایسه شود و قصد داشتند که بازی، حرف خود را برای گفتن داشته باشد. به خاطر همین وارد کار شدند و توانستند بازی فرزندان مورتا را به چیزی بین یک بازی روگ‌لایک و اکشن نقش‌آفرینی تبدیل شد. همچنین یکی از دلایل موفقیت آنان در این زمینه، تجربه‌ای که در این بخش داشتند بود. پیش از این آن‌ها تجربه کار روی بازی گرشاسپ را داشتند. بازی‌ای که بسیاری بازیکن‌ها و منتقدان آن را با بازی خدای جنگ مقایسه می‌کردند و در نهایت این مقایسه به ضرر بازی تمام شد. ددمیج از این تجربه استفاده کرد و از شبیه شدن بازی فرزندان مورتا به بازی دیابلو، جلوگیری کردند.

### طراحی
پس از جمع شدن سرمایهٔ اولیه بازی فرزندان مورتا، تیم توسعه بازی تصمیم گرفت بازی طوری طراحی نکند که صرفاً یک روگ-مانند، یا بچاک و بدر  باشد. در واقع تیم توسعه بازی، بازی فرزندان مورتا را به مانند دیابلو، که از طریق به مکانیزم زمانِ واقعی با درآوردن مبارزات جذاب و همین‌طور با قراردادن مرگ قطعی، راه بازی را از بازی‌های هم سبک خود جدا کرد.
شرکت دد میج در طول طراحی توانست با ادعای اولیه خود در مورد بازی، باید داستان یک خانواده را به شکلی معکوس و با بازگشت به هستهٔ اصلی بازی‌های روگ لایت مانند روایت کند؛ یعنی جایی که بازیکن باید از خلال رفت و برگشت میان مراحلی روندی و خانهٔ برگسون‌ها شاهد قصهٔ آن‌ها باشد. پس توسط تیم توسعه بازی، شخصیت‌های قابل بازی را به نوعی با مرگ قطعی روبه‌رو کردند. همچنین تیم توسعه بازی، بازی فرزندان مورتا را بدون هیچ ذخیره‌شدنی درست کردند.
طراحان بازی فرزندان مورتا از تکنیک‌های جدید و پیشرفته برای ساخت بازی استفاده کردند؛ از جمله انیمیشن‌های فریم به فریم، هنر نقاشی دستی و تکنیک‌های مدرن نورپردازی بود.
تیم طراحی بازی برای تصاویر پیکسلی و انیمیشن‌ها، انیمیشن‌های پیکسلی را با وضوح اچ‌دی کشش دادند (حدود ۴ برابر متناسب با صفحه کامل اچ دی). با انجام این کار، نورپردازی را توانستند به اندازه سایر بازی‌های عادی ۲ بعدی دارای وضوح کنند. همچنین به جای ساختن چراغ‌های پیکسلی، از چراغ‌های پویارِس استفاده کردند تا این تفاوتی را با سایر بازی‌های هنری پیکسل ایجاد کنند. همچنین به گفته آروین گروسی نژاد: سبکی چشم نواز برای بازیکن ساخته‌ایم تا در آن فرو برود. او این را گفت که طراحی به این سبک مانند یک نمایش عروسکی است. عروسک‌هایی که پیکسلی هستند اما ما آنها را با نورهای واقعی درخشاندیم.
تیم طراحی به گفته آنان برای طراحی شخصیت‌ها کار دشواری داشتند. هر کدام از شخصیت‌ها توانایی خاصی داشتند و همچنین شیوه مبارزات و رفتاری هر کدام متفاوت بود. برای طراحی هر کدام از شخصیت‌ها، آناتومی بیشتر آنها در فتوشاپ ترسیم و بعد نقاشی کردند. پس از نهایی کردن این کارها، فریم‌های کلیدی را در یک نرم‌افزار انیمیشن سازی دیگر ترسیم می‌کردند. همچنین برای حفظ تناسبات، آناتومی آنها را با فریم قدیمی و مرجع اصلاح می‌کردند. بعد از این همه کار، با توجه به میزان قدرت انیمیشن، بین فریم‌ها را دوباره بررسی و ترسیم می‌کردند. آروین گروسی نژاد در این رابطه می‌گوید: در بازی فرزندان مورتا در انیمیشن‌های خود بسیار روان هستند و عملکرد آن بسیار ناخوشایند است. برای انعکاس هرج و مرج در گیم پلی، تیم، روند بازی چالش‌برانگیز دیگری را پشت سر گذاشت، تا اطمینان حاصل کند که وقتی زمان جنگ فرا می‌رسد همه چیز در حد و اندازه باشد.
طراحان برای طراحی و چیدمان سیاه چال‌های بازی فرزندان مورتا همچنین قرارگیری دشمنان و موارد آیتم، کات سین‌ها، اشیاء، موانع و… به دلیل جابه جایی و مثل هم نبودن یک سیاه چال در همان مرحله جنبه چالش‌برانگیز برای تیم هنری بازی ساخت. برای همین تیم هنری و برنامه‌نویسی برای توزیع عناصر داستانی در مناطق ایجاد شده از نظر متفاوت بودن، تصمیم به ساخت یک الگوریتم بر اساس پیشرفت بازیکن در داستان کردند. این الگوریتم این عناصر بازی را در زمان‌های لازم در مناطق مورد نظر قرار می‌دهد.
استودیو ددمیج برای درست کردند دشمنان، از فصل به فصل دیگر متفاوت درست کرده‌اند.. در اوایل، بازیکنان با عنکبوت‌ها، اجنه و موارد دیگر مقابله می‌کنند. بعداً در فصل‌های آینده مومیایی‌ها، ارواح، عقرب‌ها و حتی روبات‌ها را بازیکن را به چالش کشیدند. همچنین طراحان بر اساس فرهنگ ایرانی دشمنانی به نام دشمنان تاریکی به وجود آورند که در طول بازی موجودات دیگر را فاسد می‌کنند.

### موتور بازی
استودیو ددمیج از موتور گرافیکی یونیتی برای ساخت بازی فرزندان مورتا استفاده کرد. طراح به دلیل اینکه بازی از سبک مانندسرکش، طراحی الگوریتم‌های محل‌ها، روایت داستان بودن و روندبازی به مشکل برخورد. همچنین به دلیل نداشتن امکانات و موتور خوب گرافیکی به استفاده از موتور بازی شدند.

### موسیقی
موسیقی بازی فرزندان مورتا در ۲۳ قطعه در مدت زمان ۵۳:۵۲، توسط حمیدرضا انصاری ساخته و ضبط شده‌است. موسیقی بازی برگرفته از موسیقی ایرانی و همچنین فانتزی غربی است که با استفاده از استودیو خوب و افرادی تولید شده‌است. آلبوم موسیقی بازی در ۱۴ نوامبر سال ۲۰۱۹ برای دسترس مردم جهان، منتشر شد.
| موسیقی متن اصلی بازی فرزندان مورتا | موسیقی متن اصلی بازی فرزندان مورتا | موسیقی متن اصلی بازی فرزندان مورتا | موسیقی متن اصلی بازی فرزندان مورتا |
| شماره                              | نام                                | عنوان انگلیسی                      | مدت                                |
| ---------------------------------- | ---------------------------------- | ---------------------------------- | ---------------------------------- |
| ۱.                                 | «پیش گفتار»                        | Prologue                           | ۲:۲۵                               |
| ۲.                                 | «ما برگسون‌ها هستیم»                | We Are the Bergsons                | ۱:۴۵                               |
| ۳.                                 | «پناهگاه»                          | The Sanctuary                      | ۱:۳۲                               |
| ۴.                                 | «مجموعه ای از خنجرها»              | A Set of Daggers                   | ۱:۳۰                               |
| ۵.                                 | «ریشه (آنای دیا)»                  | Origin (Anai Dya)                  | ۲:۲۹                               |
| ۶.                                 | «شام آخر»                          | The Last Supper                    | ۱:۰۸                               |
| ۷.                                 | «در جستجوی او»                     | In Search for Her                  | ۱:۴۱                               |
| ۸.                                 | «یک قهرمان می‌گذرد»                 | A Hero May Pass                    | ۲:۲۰                               |
| ۹.                                 | «ریشه (آنای رها)»                  | Origin (Anai Raha)                 | ۳:۲۴                               |
| ۱۰.                                | «علاجی برای مری»                   | Cure for Mary                      | ۱:۳۰                               |
| ۱۱.                                | «یک تصمیم انتقادی»                 | A Critical Decision                | ۴:۴۱                               |
| ۱۲.                                | «فقط در آستانه رفتن»               | Just About to Leave                | ۳:۰۴                               |
| ۱۳.                                | «از امید»                          | Of Hope                            | ۱:۴۰                               |
| ۱۴.                                | «ریشه (آنای ساراوا)»               | Origin (Anai Sarava)               | ۳:۰۰                               |
| ۱۵.                                | «یک ماشین کوچک»                    | A Little Automaton                 | ۱:۳۴                               |
| ۱۶.                                | «تماشا شب»                         | Night watch                        | ۱:۳۴                               |
| ۱۷.                                | «به جنی»                           | To the Gyn                         | ۴:۱۸                               |
| ۱۸.                                | «درون خدا»                         | Inside the God                     | ۳:۰۰                               |
| ۱۹.                                | «غبطه خوردن»                       | Envied                             | ۲:۴۲                               |
| ۲۰.                                | «از عشق»                           | Of Love                            | ۳:۳۲                               |
| ۲۱.                                | «فرزندان مورتا»                    | Children of Morta                  | ۲:۰۹                               |
| ۲۲.                                | «خدای بازی‌ها»                      | God of Games                       | ۱:۰۴                               |
| ۲۳.                                | «تنهایی»                           | Solitude                           | ۲:۲۰                               |
| مجموع مدت:                         | مجموع مدت:                         | مجموع مدت:                         | ۵۳:۵۲                              |

## انتشار
بازی فرزندان مورتا برای اولین بار در سایت کیک‌استارتر، برای جمع‌آوری هزینه ساخت آن، در ژانویه ۲۰۱۵ معرفی شد.

## بازتاب

### نقدها
| گردآورنده | امتیاز                                                        |
| --------- | ------------------------------------------------------------- |
| متاکریتیک | ۸۲/۱۰۰ (پی‌سی) ۸۰/۱۰۰ (اکس وان) ۸۰/۱۰۰ (پی‌اس ۴) ۸۰/۱۰۰ (ان اس) |

| ناشر                     | امتیاز          |
| ------------------------ | --------------- |
| یوروگیمر                 | ۹/۱۰            |
| فامیتسو                  | ۳۳/۴۰ (۹٬۸,۸٬۸) |
| گیم اینفورمر             | ۹/۱۰            |
| گیم‌اسپات                 | ۸/۱۰            |
| هاردکور گیمر             | ۹۰/۱۰۰          |
| پی‌سی گیمر (ایالات متحده) | ۶۸/۱۰۰          |

بازی فرزندان مورتا توسط منتقدان، نمرات خوب و متوسط دریافت کرد. این بازی در سایت متاکریتیک در قسمت پی‌سی از ۴۷ نقد، نمرهٔ ۸۲؛ در قسمت ایکس باکس وان و پلی استیشن۴ توانست از ۱۲ نقد، نمرهٔ ۸۰ و در نینتندو سوئیچ از ۹ نقد، نمرهٔ ۸۰ را بدست آورد.